# Lima (Montana)
Lima é uma vila  localizada no estado americano de Montana, no Condado de Beaverhead.

## Demografia
Segundo o censo americano de 2000, a sua população era de 242 habitantes.
Em 2006, foi estimada uma população de 226, um decréscimo de 16 (-6.6%).

## Geografia
De acordo com o United States Census Bureau tem uma área de
1,4 km², dos quais 1,4 km² cobertos por terra e 0,0 km² cobertos por água.

## Localidades na vizinhança
O diagrama seguinte representa as localidades num raio de 68 km ao redor de Lima.